# Běhařov
Běhařov (německy Wihorschau, dříve i Wiharzau/Wihorau) je obec v okrese Klatovy v Plzeňském kraji. Žije zde 185 obyvatel. Leží jedenáct kilometrů jihozápadně od Klatov, 48 kilometrů jižně od Plzně a 123 kilometrů jihozápadně od Prahy.

## Historie
První písemná zmínka o obci pochází z roku 1352, kdy již existovaly tvrz v držení vladyků z Běhařova a farní kostel svatého Prokopa. Roku 1379 bylo panství rozděleno mezi tři syny, Buška, Lvíka a Sezemu z Běhařova. V osmdesátých letech čtrnáctého století tvrz držel Jindřich z Běhařova, Který roku 1382 získal další statek v Pňovanech na Stříbrsku od krále Václava IV. a byl posledním členem toho rodu.
Roku 1510 panství vlastnil Jindřich z Malovic a roku 1527 Johanka z Hognestu. Ta roku 1533 dala svou dceru Markétu ze Žihobce za Bernarda Barchance z Baršov. Roku 1543 Běhařov koupil Jan Sádlo z Kladrubec. Od roku 1546 vlastnili sídlo Fremutové ze Stropčic, za nichž tvrz zpustla. Od nich ji vyženil Bořivoj Měsíček z Výškova a roku 1631 ji postoupil Ludmile Kateřině Gerštorfové. Během třicetileté války získal toto sídlo hrabě Karel Heřman Koc z Dobrše, který jej připojil k bystřickému panství. Roku 1738 se připomínají Hubatiové z Kotnova, kteří starou tvrz přestavěli na jednopatrový zámek.

## Obyvatelstvo
| Rok            | 1869 | 1880 | 1890 | 1900 | 1910 | 1921 | 1930 | 1950 | 1961 | 1970 | 1980 | 1991 | 2001 | 2011 | 2021 |
| -------------- | ---- | ---- | ---- | ---- | ---- | ---- | ---- | ---- | ---- | ---- | ---- | ---- | ---- | ---- | ---- |
| Počet obyvatel | 514  | 533  | 468  | 475  | 459  | 479  | 417  | 306  | 262  | 217  | 179  | 149  | 152  | 221  | 166  |
| Počet domů     | 91   | 91   | 89   | 82   | 81   | 80   | 83   | 78   | 75   | 69   | 61   | 63   | 69   | 71   | 80   |

## Obecní správa
Mezi lety 1850–1880 patřil Běhařov jako osada obce k Pocinovicím v okrese Domažlice. V letech 1880–1979 byl obcí v okrese Domažlice (1880–1950) a později v okrese Klatovy. Od 1. ledna 1980 do 23. listopadu 1990 patřil jako část města k Janovicím nad Úhlavou a od 24. listopadu 1990 je opět samostatnou obcí, ale Dubová Lhota již zůstala součástí Janovic nad Úhlavou.

### Části obce
- Běhařov
- Úborsko

Od 1. července 1975 do 31. prosince 1979 k obci patřila i Dubová Lhota.

### Obecní symboly
Znak a vlajka byly obci uděleny rozhodnutím předsedy Poslanecké sněmovny Parlamentu České republiky dne 31. května 2005.

## Pamětihodnosti
- Zámek Běhařov
- Kostel svatého Prokopa – původem středověká jednolodní stavba s hranolovou věží, vyhořela roku 1611, naposledy zásadně opravena roku 1910
- Sochy Jana Štursy a Josefa Drahoňovského u zámku
- Kašna se sochou Pasačky od Františka Úprky

## Osobnosti
- Alois Kalvoda (1865–1934), malíř
- Josef Buršík, senior (1893–1942), brigádní generál československé armády, umučený nacisty
- Karel Kupka (1905–1971), malíř, majitel zámečku, často maloval krajinu kolem Běhařova

## Galerie

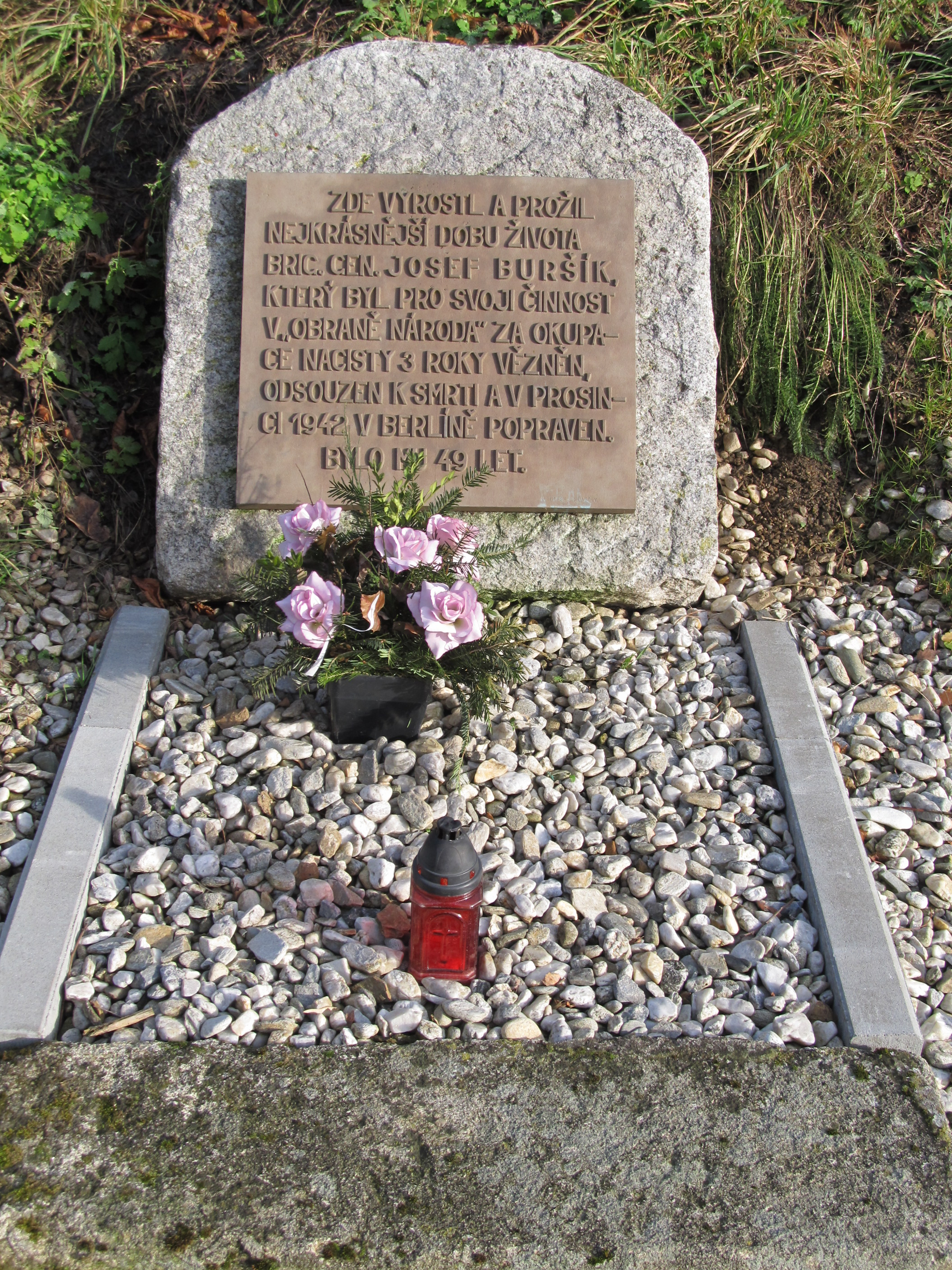
Pomník generála Buršíka
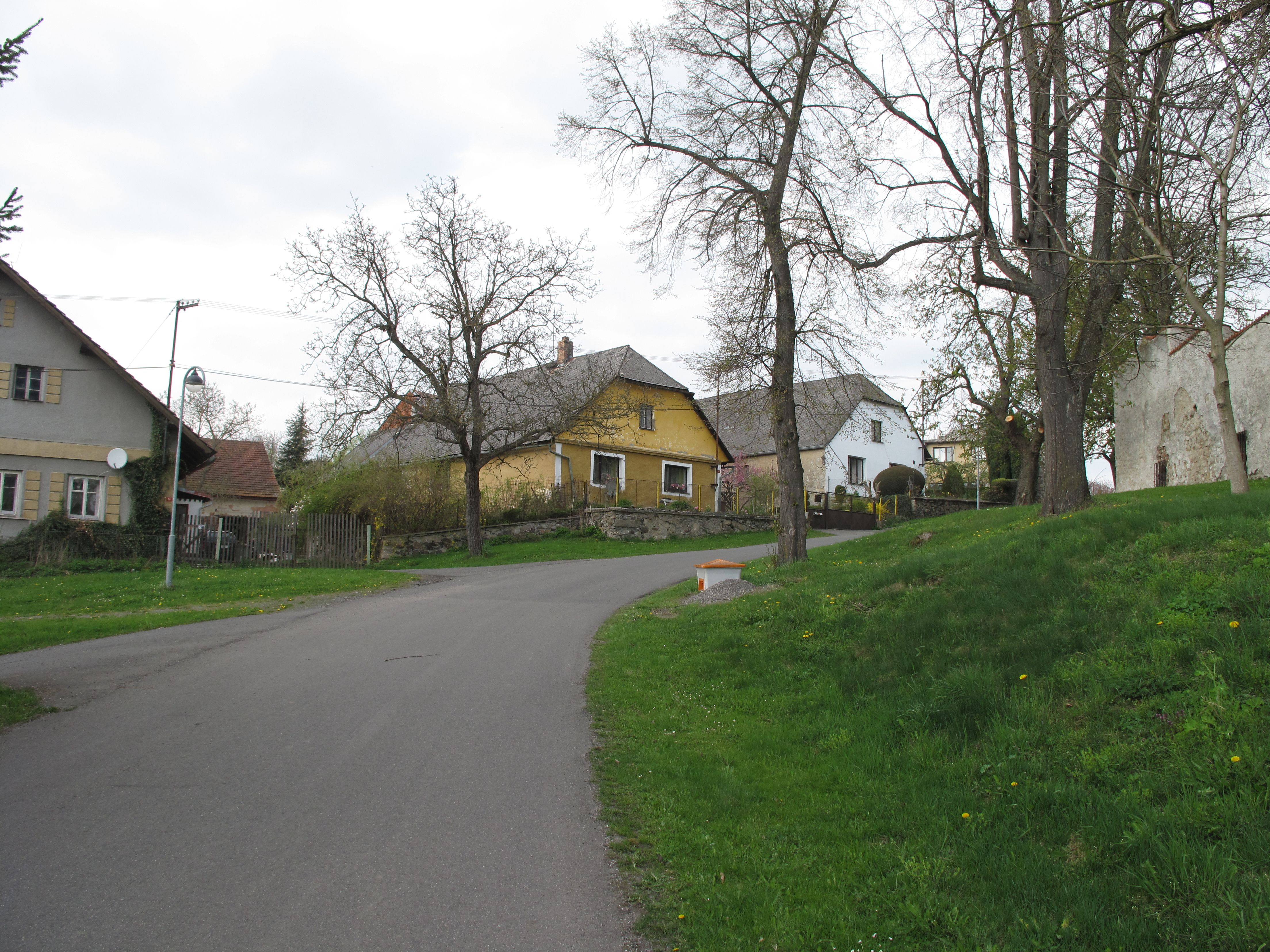
Cesta
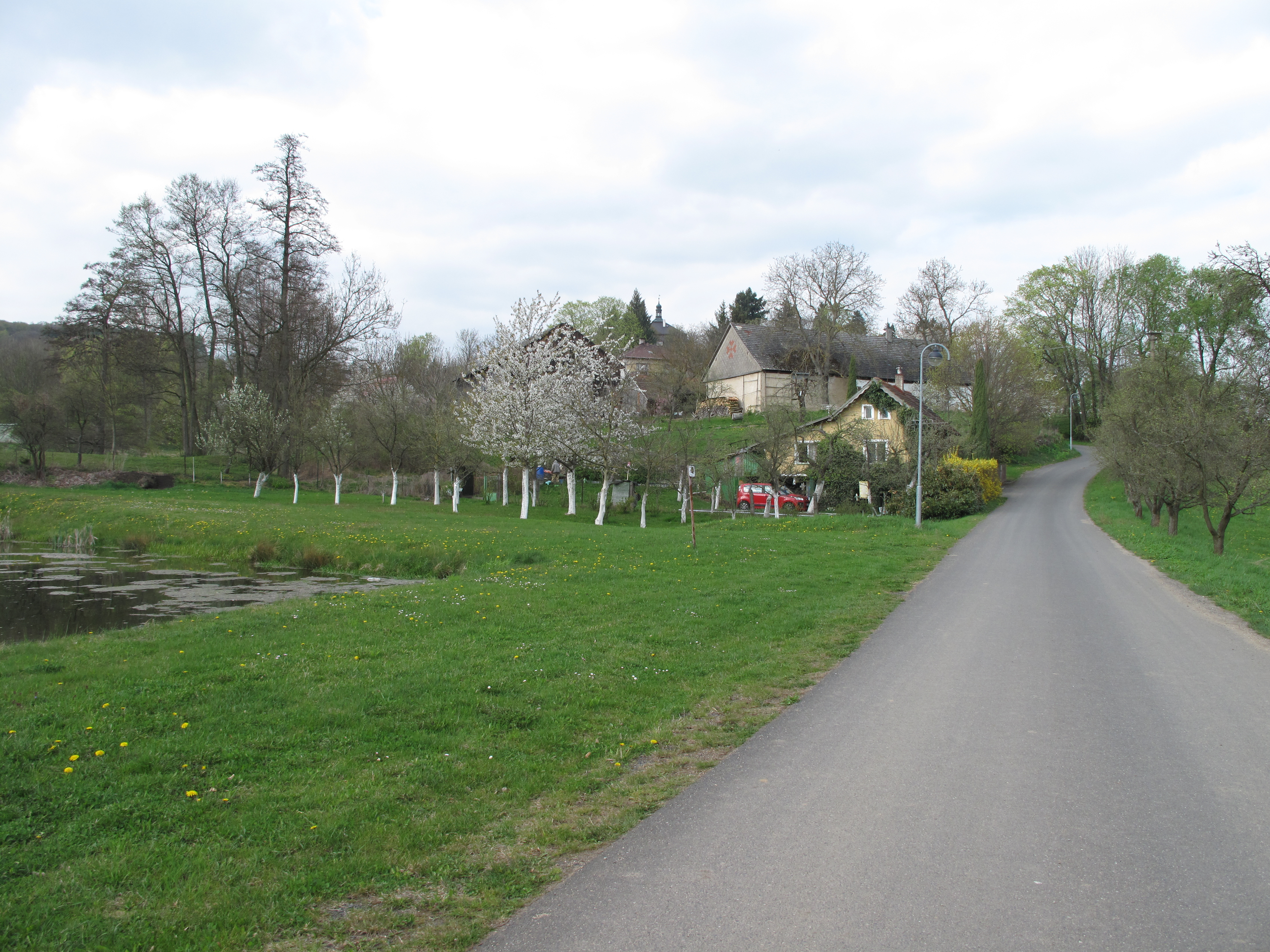
Zahrady